# Чоудхри, Ифтихар Мухаммад
Ифтихар Мухаммад Чоудхри (англ. Iftikhar Muhammad Chaudhry; урду افتخار محمد چوہدری‎; род. 12 декабря 1948, Кветта, Белуджистан) — пакистанский государственный деятель. С марта 2009 года по декабрь 2013 года являлся председателем Верховного суда Пакистана.

## Биография
Родился 12 декабря 1948 года в Кветте, провинция Белуджистан. В 1974 году окончил Колледж исламского права в Университете Синда и стал работать адвокатом. С 1985 года работал адвокатом в Верховном суде Пакистана, занимался юридической практикой в конституционном, уголовном, гражданском и налоговом праве. В 1989 году он был назначен Генеральным адвокатом в провинции Белуджистан. В 1993 году Ифтихар стал судьёй Верховного суда Белуджистана, а 22 апреля 1999 года он стал председателем этого суда.
4 февраля 2000 года Ифтихар Чоудхри был назначен судьёй Верховного суда Пакистана, а 30 июня 2005 года стал председателем этого суда. Эту должность он занимал до 9 марта 2007 года когда президент Пакистана Первез Мушарраф решил освободить Ифтихара от его обязанностей председателя. Известие о снятии с должности председателя Верховного суда вызвало массовое недовольство у населения и политиков Пакистана, это решение Мушаррафа стало одной из причин его ухода с должности в 2008 году. 22 марта 2009 года Чоудри был восстановлен в должности председателя Верховного суда.
В июне 2012 года председатель и судьи Верховного суда Пакистана лишили Юсуфа Гилани права занимать должность премьер-министра посчитав, что Юсуф Раза Гилани незаконно занимает пост главы правительства. Это связано с отказом выполнить выданный ранее запрос суда о раскрытии счёта президента Асифа Али Зардари.